# Rohna (Sachsen)
Rohna war ein Dorf auf dem Gelände des ehemaligen Truppenübungsplatzes Königsbrück in der Westlausitz in Sachsen, im Nordwesten des heutigen Landkreises Bautzen.

## Geographie

### Lage
Rohna lag östlich der Pulsnitz an der Einmündung des Otterbaches und erstreckte sich zwischen beiden Bächen sowie rechtsseitig des Otterbaches. Durch das Dorf führte die Handelsstraße von Ortrand nach Kamenz. Nach Osten hin befindet sich die Otterschützer Heide, südöstlich – zwischen Pulsnitz und Otterbach – die Dürre Heide. Das Straßendorf mit Gelängeflur befand sich in einem weitgehend ebenen Endmoränengebiet; einzig südwestlich mit dem Horken (135 m) und westlich mit dem Trebischberg (126 m) befanden sich zwei kleinere Erhebungen.

### Nachbarorte
| Heinersdorf                           | Jannowitz                                         | Lipsa, Zeisholz             |
| Naundorf                              | Kompassrose, die auf Nachbargemeinden zeigt       | Grüngräbchen                |
| Stölpchen, Lüttichau/Anbau, Lüttichau | (Zietsch) †, (Quosdorf) †, (Krakau) †, (Zochau) † | Schwepnitz, (Otterschütz) † |

## Geschichte
1392 erfolgte die erste urkundliche Erwähnung als Ranow, der Name stammt aus dem sorbischen Wort rowna und bedeutet so viel wie „eben, flach“. Weitere Namensform waren Rone, Ronaw (1432), Rauna (1524), Rona (1555) und Rohne (1791).
Rohna lag im äußersten Nordwesten der zum Königreich Böhmen gehörenden Oberlausitz an der durch den Lauf der Pulsnitz markierten Grenze zur Mark Meißen. Das Dorf war seit 1562 der Standesherrschaft Königsbrück untertänig. Eingepfarrt war Rohna nach Ponickau in Sachsen. In Folge des Prager Friedens wurde Rohna 1635 zusammen mit sämtlichen anderen Orten der beiden Lausitzen an das Kurfürstentum Sachsen abgetreten. Verwaltungsmäßig gehörte Rohna seit 1777 zum Bautzener Kreis und ab 1843 zum Landgerichtsbezirk Bautzen. Bis zum Ende des 18. Jahrhunderts lag die Ortsbebauung ausschließlich auf der Terrasse zwischen der Pulsnitz und dem Otterbach; im 19. Jahrhundert erfolgte eine Ortserweiterung durch Anlegung einer weiteren Häuserzeile rechtsseitig des Otterbaches.
Das Vollständige Staats-, Post- und Zeitungslexikon von Sachsen schrieb 1826: Ein Dorf im Königreich Sachsen, im Bautzener Kreise der Oberlausitz, in der Standesherrschaft Königsbrück, 1½Std. nordöstlich von Ponikau, 1½Std. nördlich von Krakau, an der Pulsnitz gelegen. Der Ort ist nach Ponikau im Meißnischen eingepfarrt, hat einen Kinderlehrer, eine Gemeindeschäfereiwohnung, ein Wirtshaus, 32 Häuser, 176 Einwohner unter denen 14 Hüfner, 3 halbe Hüfner und 6 Gärtner sind.
Mit der Neuordnung der sächsischen Verwaltungsstrukturen wurde Rohna 1856 dem Gerichtsamt Königsbrück und 1875 der Amtshauptmannschaft Kamenz zugeordnet. Am südöstlichen Ortsausgang befand sich am Rande der Bachwiesen eine Mühle am Otterbach; in der Heide östlich des Dorfes wurde eine Ziegelei betrieben. 1907 wurde östlich des Dorfes in der Dürren Heide und Otterschützer Heide der Truppenübungsplatz Königsbrück angelegt. Wegen der geplanten Erweiterung des Truppenübungsplatzes wurde 1937 das Gemeindeland von der Wehrmacht aufgekauft, bis zum 1. April 1938 mussten die damals 302 Einwohner ihre Anwesen verlassen haben.
1992 zogen die letzten sowjetischen Truppen ab, das Gebiet wurde zum Naturschutzgebiet Königsbrücker Heide, ist allerdings wegen der hohen Belastung mit Munition nur sehr eingeschränkt begehbar. Vom Dorf Rohna sind noch zahlreiche Mauerreste und einige Obstbäume erhalten.

## Bevölkerungsentwicklung
| Jahr | Einwohner |
| ---- | --------- |
| 1826 | 176       |
| 1834 | 217       |
| 1871 | 318       |
| 1890 | 342       |
| 1910 | 333       |
| 1925 | 302       |
| 1937 | 302       |

Aus dem Jahr 1560 sind 14 Hüfner und 2 Gärtner übermittelt. Bis 1777 stieg die Einwohnerzahl leicht an, die soziale Struktur verschlechterte sich jedoch. Es wurden in jenem Jahr 15 Hüfner, 7 Häusler und eine wüste Wirtschaft verzeichnet.
Die Einwohnerzahl stieg im 19. Jahrhundert deutlich an. Wurde 1826 noch eine Zahl von 176 Einwohnern veröffentlicht, so wurden acht Jahre später bereits 217 und gegen Ende des Jahrhunderts knapp 350 Einwohner gezählt. Bis in die 1930er Jahre fiel sie wieder auf rund 300 Einwohner ab.
Von den 302 Einwohnern im Jahr 1925 waren 301 evangelischen Glaubens.